# Patrick van Balkom
Patrick van Balkom född den 14 september 1974 i Waalwijk i Nederländerna, är en före detta friidrottare som tävlade i kortdistanslöpning.
van Balkom deltog vid VM 1999 i Sevilla där han sprang 200 meter men blev utslagen i kvartsfinalen. Hans främsta individuella framgång var när han vid VM inomhus 2001 blev bronsmedaljör på 200 meter. Han deltog även vid VM 2003 där han blev bronsmedaljör i stafett 4 x 100 meter. Vid Olympiska sommarspelen 2004 ingick han i det nederländska stafettlaget men laget växlade bort sig i kvalet. 
Hans personbästa på 100 meter är 10,23 och på 200 meter 20,36